# Línea 185 de TMB
La línea 185 es una línea regular de autobús urbano de la ciudad de Barcelona gestionada por la empresa TMB. Hace su recorrido entre San Ginés y la estación de metro de Cañellas, con una frecuencia de 20min (laborables) y con una única parada de regulación (origen/final) ubicada en Cañellas.

## Recorrido
El origen/final de la línea está ubicado en la calle Tajo del distrito de Horta-Guinardó. Desde este punto se dirige al Hospital Valle de Hebrón para retornar al origen/destino de la línea (calle Tajo) y seguir hacia la estación de Cañellas por la calle Horta, Campoamor, Lloret de Mar, Pº Universal, lateral de la Ronda de Dalt y Pl. Karl Marx. Desde Cañellas vuelve al origen/final de la línea (calle Tajo) pasando por el lateral de la Ronda de Dalt, el Cementerio de Horta, Pº Valldaura y paseo de Fabra i Puig entre otros. Desde el 1 de agosto de 2013 se fusiona con la línea 112, que desaparece, pasando a funcionar desde San Ginés a Cañellas.

## Horarios
| 185        | Primer servicio Salida: Cañellas a San Ginés | Último servicio Salida: Cañellas a San Ginés |
| Laborables | 05:50                                        | 22:15                                        |
| Sábados    | 06:45                                        | 21:15                                        |
| Festivos   | 09:14                                        | 21:14                                        |

## Otros datos
| Prestación                   | Disponibilidad en la línea |
| ---------------------------- | -------------------------- |
| Adaptada a                   | Sí                         |
| TMB iBus (tiempo de espera ) | Sí                         |
| Pantallas informativas*      | Sí                         |
| Línea de tránsito rápido     | No                         |
| Circula en días festivos     | Sí                         |

*Las pantallas informativas dan a conocer al usuario dentro del autobús de la próxima parada y enlaces con otros medios de transporte, destino de la línea, alteraciones del servicio, etc.